# Игон
Иго́н (фр. Igon) — коммуна во Франции, находится в регионе Аквитания. Департамент — Атлантические Пиренеи. Входит в состав кантона Валле-де-л’Ус и дю Лагуэн. Округ коммуны — По.
Код INSEE коммуны — 64270.

## География

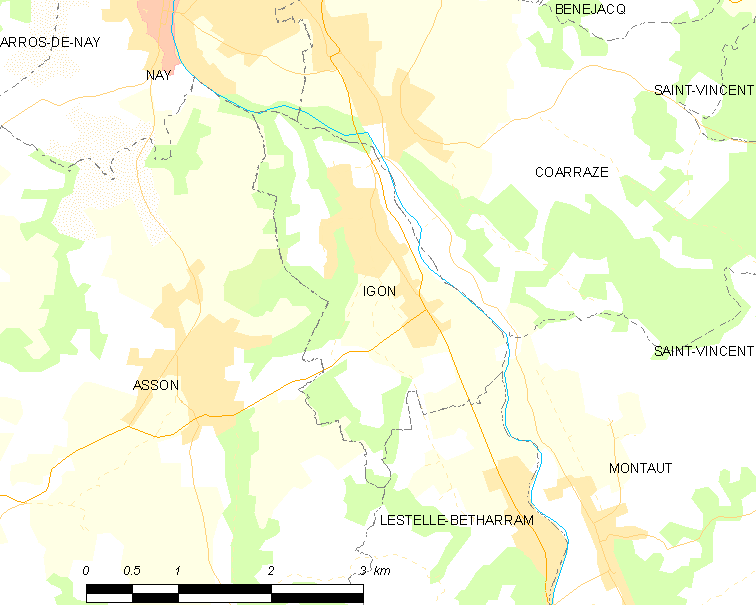
Карта коммуны

Коммуна расположена приблизительно в 670 км к югу от Парижа, в 190 км южнее Бордо, в 20 км к юго-востоку от По.
По территории коммуны протекают реки Гав-де-По и Узом.

### Климат
Климат тёплый океанический. Зима мягкая, средняя температура января — от +5°С до +13°С, температуры ниже −10 °C бывают редко. Снег выпадает около 15 дней в году с ноября по апрель. Максимальная температура летом порядка 20-30 °C, выше 35 °C бывает очень редко. Количество осадков высокое, порядка 1100 мм в год. Характерна безветренная погода, сильные ветры очень редки.

## Население
Население коммуны на 2010 год составляло 946 человек.
| 1962 | 1968 | 1975 | 1982 | 1990 | 1999 | 2010 |
| ---- | ---- | ---- | ---- | ---- | ---- | ---- |
| 602  | 752  | 708  | 743  | 792  | 819  | 946  |

## Администрация
| Период | Период | Фамилия       | Партия                                                    | Примечания |
| ------ | ------ | ------------- | --------------------------------------------------------- | ---------- |
| 1947   | 1983   | Луи Дюже      |                                                           |            |
| 1983   | 2001   | Жан Матё      |                                                           |            |
| 2001   | 2020   | Жан-Ив Прюдом | Союз за французскую демократию → Демократическое движение |            |

## Экономика
В 2010 году среди 589 человек трудоспособного возраста (15-64 лет) 420 были экономически активными, 169 — неактивными (показатель активности — 71,3 %, в 1999 году было 67,7 %). Из 420 активных жителей работали 395 человек (210 мужчин и 185 женщин), безработных было 25 (10 мужчин и 15 женщин). Среди 169 неактивных 52 человека были учениками или студентами, 71 — пенсионерами, 46 были неактивными по другим причинам.

## Достопримечательности
- Церковь Св. Викентия (XI век). Исторический памятник с 1970 года[4]

## Фотогалерея

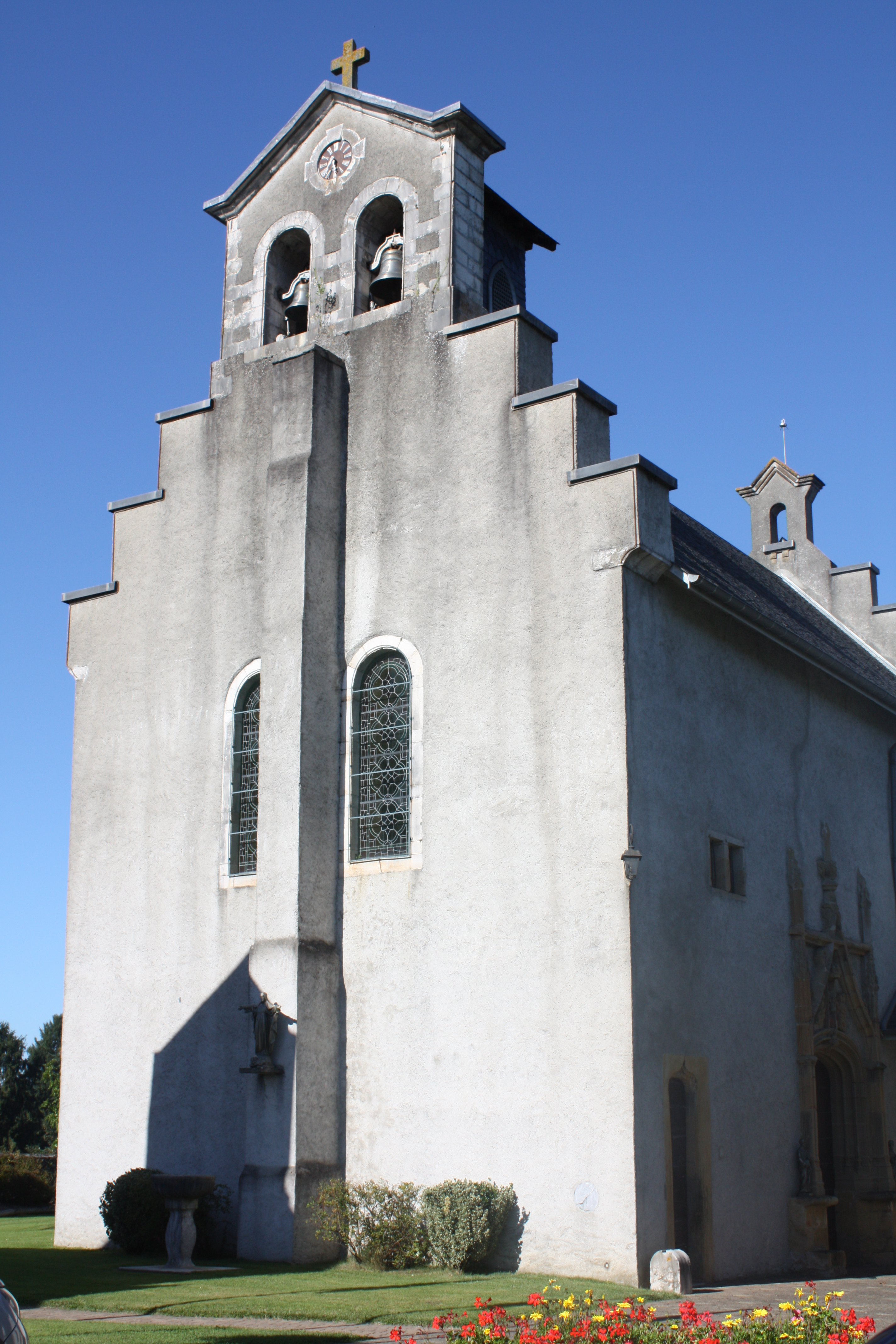
Церковь Св. Викентия
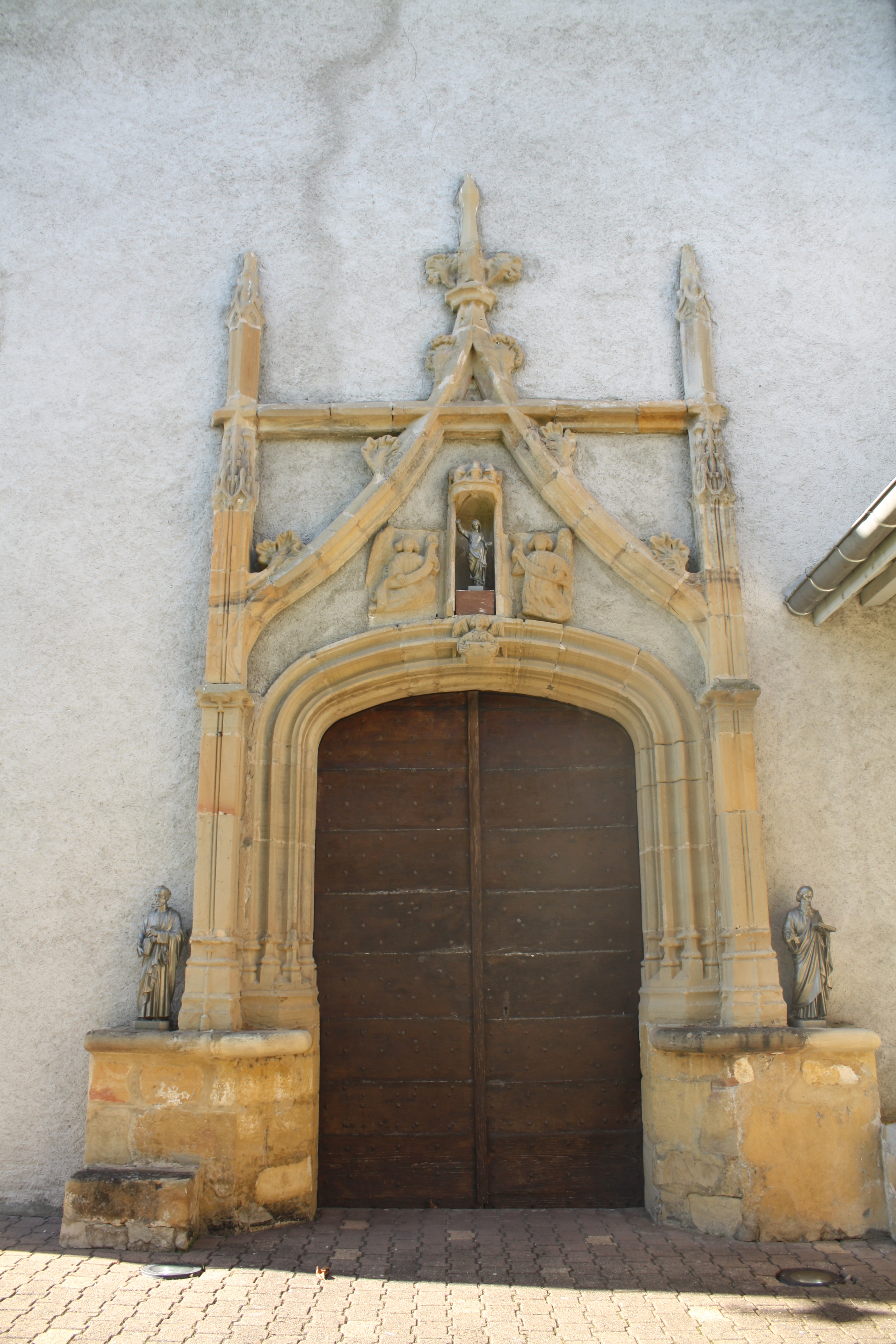
Портал церкви
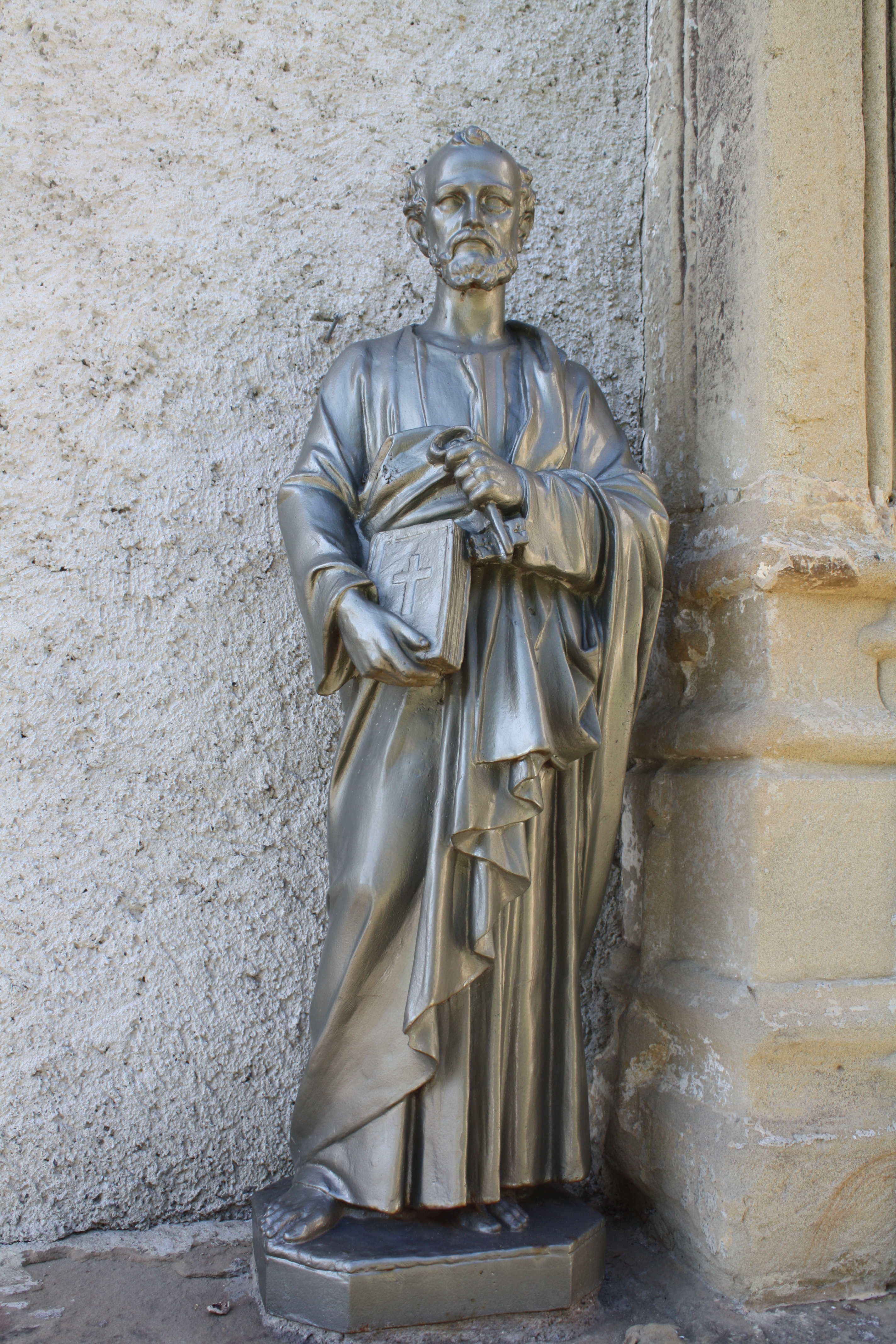
Статуя в портале церкви
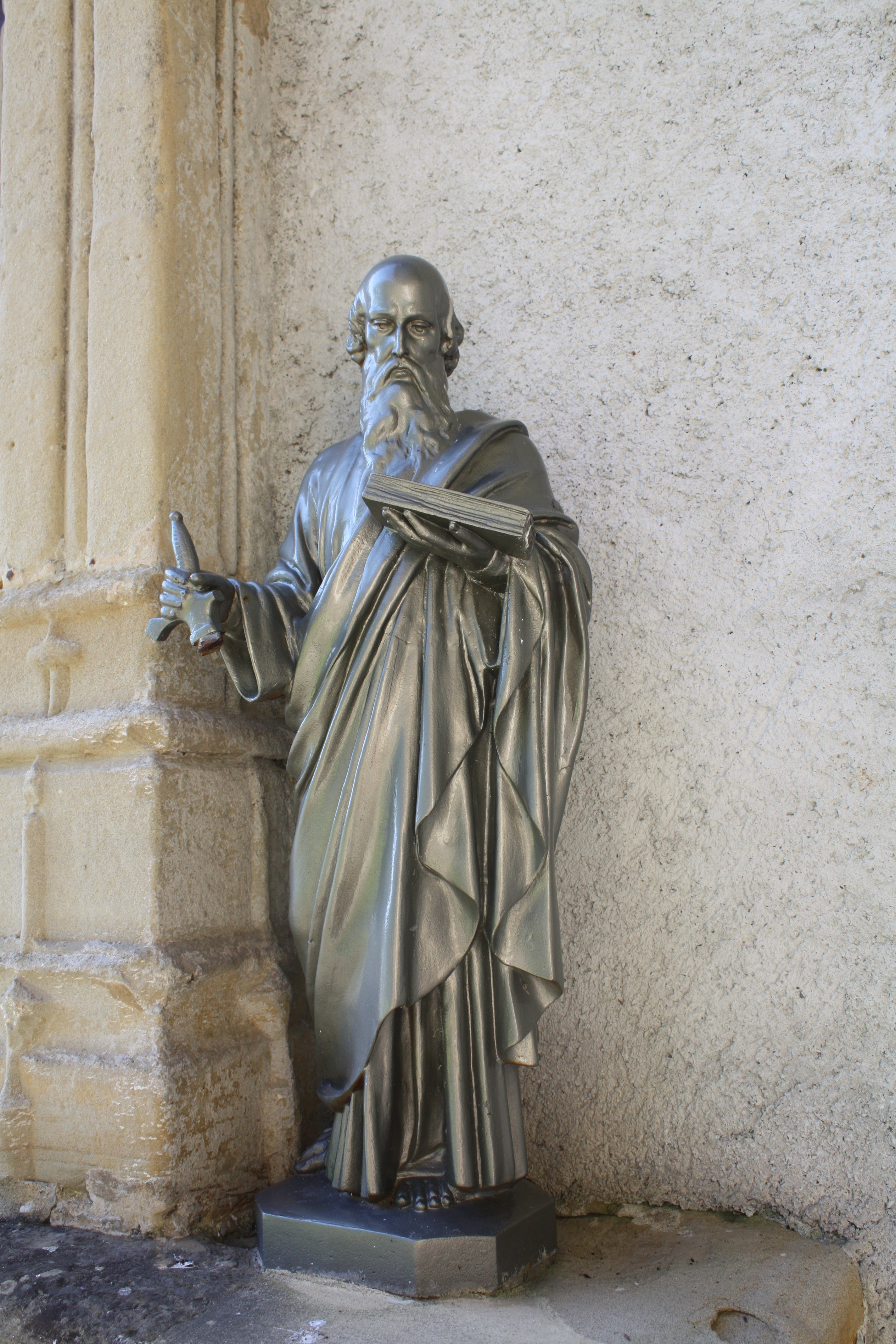
Статуя в портале церкви
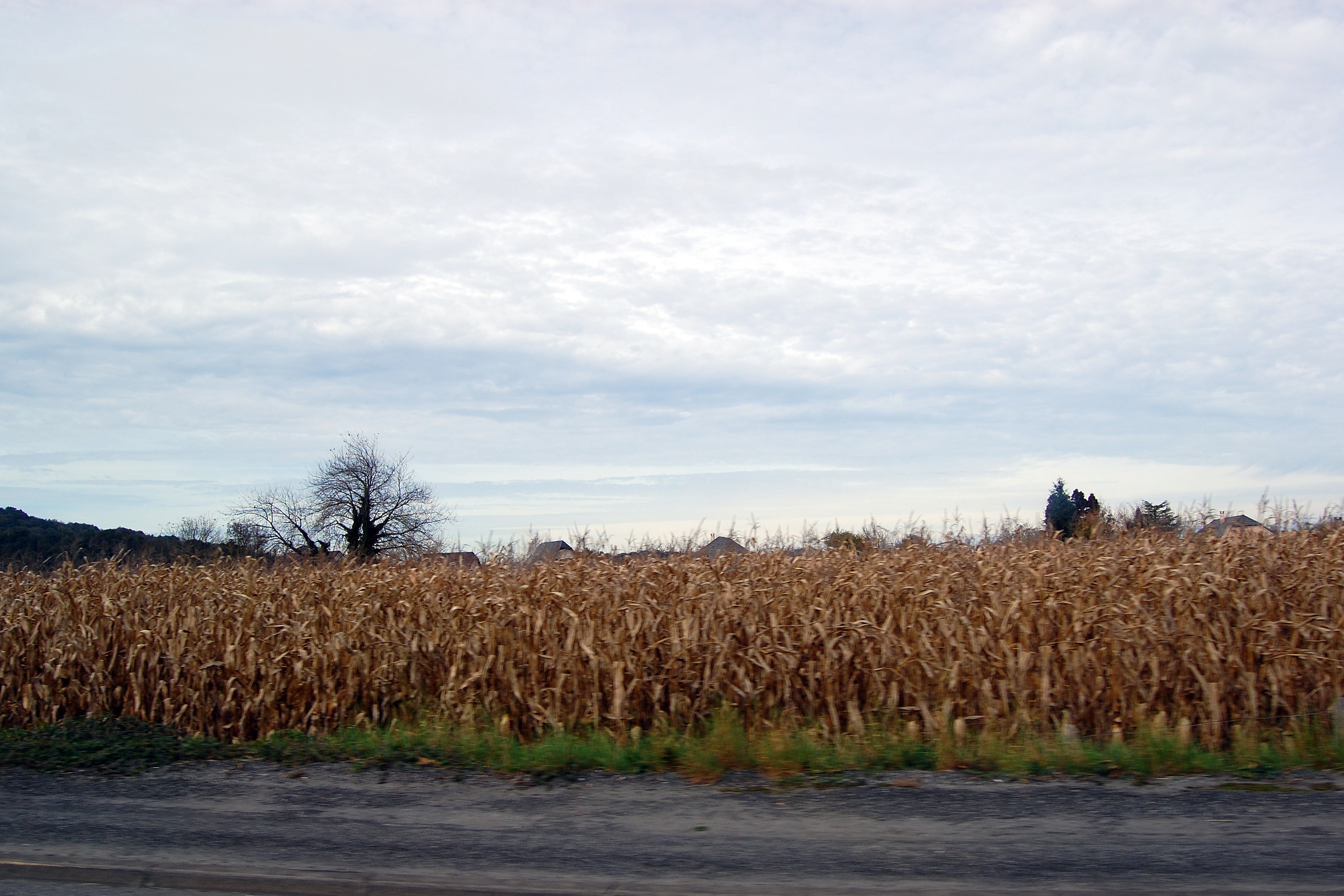